# Pentopetia bidens
Pentopetia bidens är en oleanderväxtart som beskrevs av Jumelle och Perrier. Pentopetia bidens ingår i släktet Pentopetia och familjen oleanderväxter. Inga underarter finns listade i Catalogue of Life.